# ملعب سانية الرمل
ملعب سانية الرمل، (والمعروف بين الجماهير التطوانية بـ« لا هيبيكا » (بالإسبانية: La Hipica)‏، هو ملعب لكرة القدم يقع في تطوان بالمغرب. 
هو الاستاد الرسمي لنادي المغرب أتلتيكو تطوان.

## أسماء أخرى
حمل اسم Estadio de Varela أيام مشاركة الفريق التطواني في الدوريات الإسبانية).

## الوصف
ملعب سانية الرمل بمدينة تطوان شمال المغرب المعروف عند الجماهير التطوانية بلامبيكا و يعود بناءه وتشييده لسنة 1913 على يد المهندس الأندلسي الراحل ماركيز دي فاريلا و حمل اسم Estadio de Varela أيام مشاركة الفريق التطواني في الدوريات الإسبانية و من بينها مشاركته في الدوري الإسباني الممتاز La Liga موسم 1951/1952 و كان يستقبل فيه أعتد الفرق الإسبانية .. وتمت في الملعب اصلاحات بعد الإستقلال على يد القائد حماموا .. والان يعرف الملعب مجموعة من الاصلاحات المتواصلة لتحسينه.
قدرته الاستعابية تقدر ب 15،000 مقعدا. يحتوي على العشب الاصطناعي منذ 2007.

## التأسيس
وقد تأسس عام 1913 من قبل المهندس الأندلسي الراحل ماركيز دي فاريلا.

ملعب سانية الرمل